# Карло Рубија
Карло Рубија (итал. Carlo Rubbia; Горица, 31. март 1934) је италијански физичар, који је 1984. године, заједно са Симоном ван дер Мером, добио Нобелову награду за физику „за одлучујући допринос великом пројекту који је довео до открића честица W- и Z-бозона, преносилаца слабе интеракције”.